# 쓰가루 노부요시

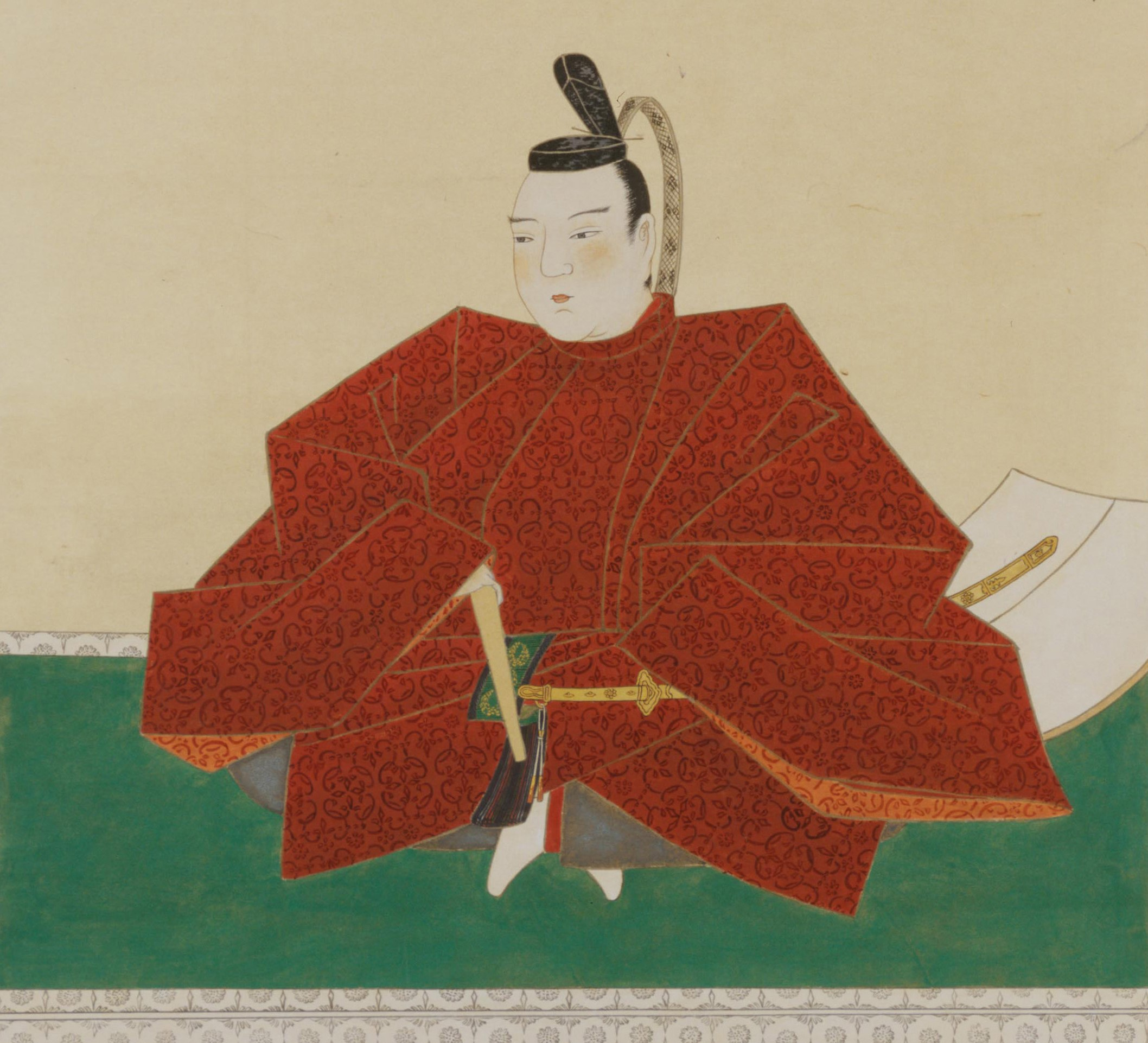
쓰가루 노부요시

쓰가루 노부요시(일본어: 津軽信義, 1619년 2월 15일 ~ 1655년 12월 22일)는 히로사키번의 3대 번주이다. 아명은 헤이조(平蔵), 초명은 노부요시(信吉)이다. 관위는 종5위하, 도사노카미(土佐守)였다.

## 후나바시 소동
1619년, 히로사키번의 2대 번주 쓰가루 노부히라(津軽信牧)와 이시다 시게나리의 동생 다쓰히메 사이에서 맏아들로 태어났다. 고즈케노쿠니의 영지에 있던 어머니와 함께 살았다. 1631년, 아버지가 사망하자 뒤를 이어 13세의 나이로 번주가 되어, 노부요시의 유모의 남편인 후나바시 한자에몬(船橋半左衛門)이 측근으로서 권력을 잡게 되었다. 이에 따라 원로 가신들과 대립중이던 신참 가신들이 후나바시 한자에몬의 편에 서게 되었고, 1634년 7월, 노부요시가 쇼군 도쿠가와 이에미쓰와 함께 교토로 간 동안 원로 가신들이 에도의 번저에서 농성하며 후나바시의 한자에몬 일당의 추방을 요구하였다. 이 사건을 '후나바시 소동(船橋騒動)'이라 한다. 번은 원로 가신들을 설득하는 데 실패하였고, 결국 막부가 중재에 나서 양측 대표들을 소환하였다. 2년 후인 1636년, 막부는 겐카료세이바이(喧嘩両成敗)의 원칙에 따라 원로 가신들은 나가토노쿠니로, 후나바시 한자에몬 부자는 이요노쿠니로 추방하였다. 비로소 정국이 안정화되면서 노부요시는 번주 권력의 강화에 힘쓰게 되었다.

## 쇼호 소동
그러나 일부 가신들은 쇼호(正保) 4년인 1647년, 노부요시를 감금하여 강제로 은거시키고, 노부요시의 배다른 동생이고 도쿠가와 이에야스의 의손자이며 막부의 하타모토인 노부후사(信英)를 새 번주로 옹립할 계획을 세웠다. 이를 '쇼호 소동(正保の騒動)이라 부르는데, 계획 단계에서 밀고로 인해 발각되어 관계된 이들이 대거 숙청되었다. 관련하여 배다른 동생들과 매형들도 처벌되었으나, 노부후사의 경우는 관여한 흔적이 뚜렷하지 않고 노부요시의 개인적 호의로 인하여 별다른 처벌을 받지 않았다. 이 사건의 요인에는 여러가지가 있는데, 막부 권력이 강화됨에 따라 기득권을 잃게 된 것을 가신들이 불만스럽게 여긴 점, 이시다 미쓰나리의 딸의 아들인 노부요리보다는 막부 쇼군의 딸의 아들인 노부후사를 내세우는 것이 막부의 심기를 건드리지 않는 것이라 생각한 점, 노부후사가 막부의 관리로 출세하는 등 능력을 보여준 점, 노부요시가 술주정이나 여자 문제로 물의를 일으킨 점 등을 들 수 있다고 한다.

## 강력한 리더십
이처럼 노부요시는 번주로 즉위한 뒤 후나바시 소동으로 가신들을 억제하게 됨으로써 권력 강화의 기초를 닦을 수 있었고, 강력한 리더십으로 번 통치를 밀어붙인 나머지 쇼호 소동과 같은 가신들의 반발을 초래했다. '고집불통 나으리'(じょっぱり殿様)라는 호칭은 그 모습을 압축적으로 보여주는 말이다. 이런 점에서 혹자는 그를 암군이라고 부르기도 하나, 그가 죽은 뒤 가신 4명이 순사했다고 하며, 통치면에 있어서는 많은 공적을 올렸다. 쓰가루 지역의 신전 개간이나 광산 개발과 같은 경제 발전도 이룩하였다. 그는 1655년, 에도의 번저에서 37세의 나이로 사망하였고, 슬하에 25남 26녀라는 엄청난 수의 자식들을 두었다. 그 중 맏아들 노부마사(信政)가 번주직을 이었다.
| 전임 쓰가루 노부히라 | 제3대 히로사키번 번주 1631년 ~ 1655년 | 후임 쓰가루 노부마사 |